# Todorovo, Plevna
Todorovo (în bulgară Тодорово) este un sat în comuna Plevna, regiunea Plevna,  Bulgaria. 

## Demografie
Componența etnică a satului Todorovo
     Turci (8,33%)
     Bulgari (83,06%)
     Romi (7,79%)
     Nicio identificare (0,8%)
La recensământul din 2011, populația satului Todorovo era de 372 locuitori. Din punct de vedere etnic, majoritatea locuitorilor (83,06%) erau bulgari, existând și minorități de turci (8,33%) și romi (7,79%). Pentru 0,8% din locuitori nu este cunoscută apartenența etnică.